# الأمر التنفيذي 12711
الأمر التنفيذي 12711 هو أمر تنفيذي أمريكي أصدره الرئيس الأمريكي جورج بوش الأب في 11 أبريل 1990. ينص الأمر على ترحيل المواطنين الصينيين ومن لهم علاقة أسرية مباشرة بهم، وصلوا إلى الولايات المتحدة بين 5 يونيو 1989 و 11 أبريل 1990، وتنازلوا عن شرط الإقامة لمدة سنتين في بلدهم الأصلي.
صدرت الأمر الرئاسي الأمريكي كجزء من رد الفعل الدولي ضد جمهورية الصين الشعبية ردًا على قمعها احتجاجات ساحة تيانانمن عام 1989 التي وقعت في 4 يونيو من ذلك العام. وقد أصبح الأمر دائم عندما صدر قانون حماية الطلاب الصينيين في عام 1992.

## وصلات خارجية
- الأمر التنفيذي 12711: تنفيذ السياسات فيما يتعلق بمواطني جمهورية الصين الشعبية (بالإنجليزية)